# Plagiobothrys stipitatus
Plagiobothrys stipitatus là loài thực vật có hoa trong họ Mồ hôi. Loài này được (Greene) I.M. Johnst. miêu tả khoa học đầu tiên năm 1923.